# Titanias Palast

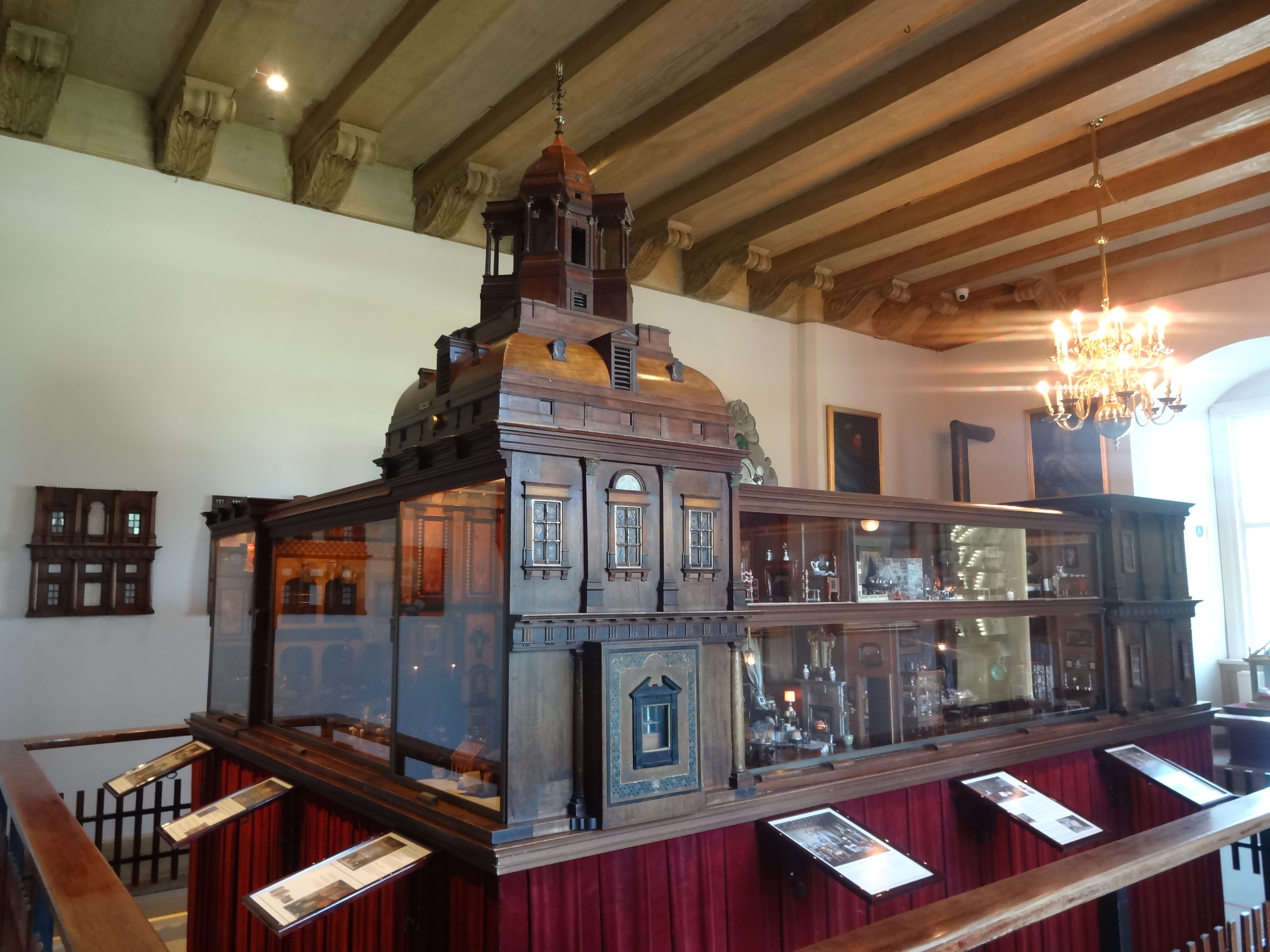
Titanias Palast auf Schloss Egeskov in Dänemark (2019)

Titanias Palast ist ein Miniaturpuppenhaus im Maßstab 1:12, das Sir Neville Wilkinson entwarf und mit Tausenden von winzigen Kunstwerken aus aller Welt einrichtete.

## Hintergrund
Der Maler und ehemalige Offizier Sir Neville Wilkinson baute diesen Palast gemeinsam mit Handwerkern für seine Tochter Guendolen. Sie glaubte im Garten Elfen gesehen zu haben und war überzeugt, dass diese in unterirdischen Höhlen lebten. Sie bat ihren Vater, ein schönes Haus für diese Elfen zu bauen, woraufhin Sir Neville jede freie Zeit verwendete, um der Elfenkönigin Titania und ihrem Prinzgemahl Oberon sowie deren sieben Kindern ein neues Heim zu geben.
Der Bau und die Gestaltung des Palastes sowie das Sammeln von Kunstschätzen aus aller Welt nahm 15 Jahre in Anspruch. Am 6. Juli 1922 wurde der Palast von Königin Mary eröffnet und Besuchern zugänglich gemacht.

## Ausstattung

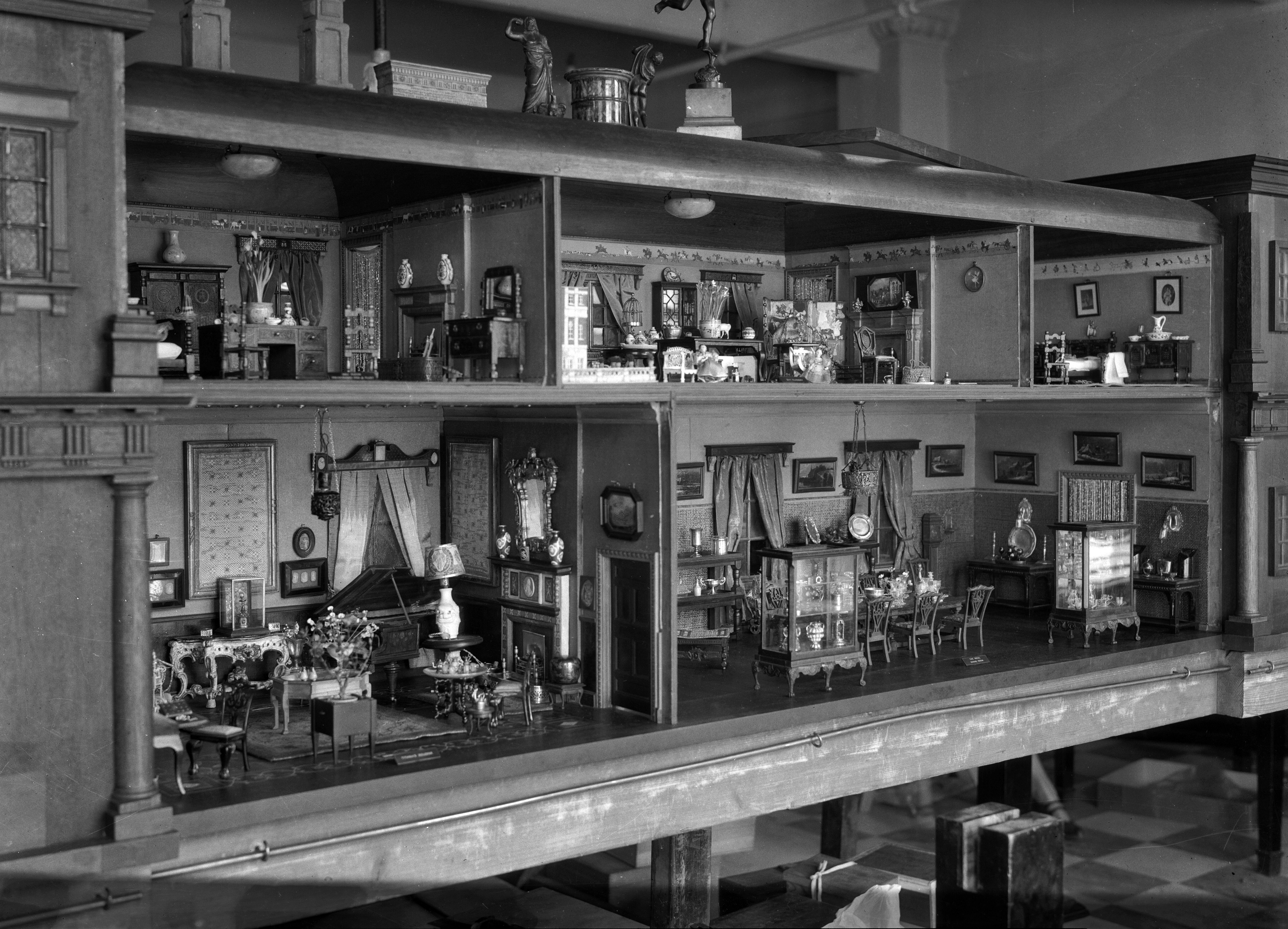
Detailansicht von Titanias Palast (1928)

Der Palast aus Mahagoni hat einen rechteckigen Grundriss und ist knapp 3 m lang, 0,5 m breit und 1,6 m hoch. Er besteht aus 18 Räumen, in denen sich Tausende Miniaturen befinden, wie zum Beispiel ein 3000 Jahre altes Emaille-Pferd, das in einer Mumie gefunden wurde, eine bespielbare Orgel in der Kapelle oder Titanias millimetergroßer Schmuck. Da der Palast aus mehreren Teilen zusammengesetzt ist, konnte er für den Transport in andere Länder sicher verpackt werden. Er wurde in mehr als 160 Städten gezeigt, unter anderem in den USA und Australien. Das eingenommene Geld kam Kinderhilfsorganisationen zugute.

## Sonstiges
Titanias Palast wechselte mehrmals den Eigentümer, bis er 1978 durch die Firma Lego bei Christie’s in London ersteigert wurde. Nach einigen Restaurierungsarbeiten war er von 1980 bis 2007 im dänischen Legoland in Billund wieder der Öffentlichkeit zugänglich. Seither ist er auf Schloss Egeskov auf der Insel Fünen zu besichtigen.
Tara’s Palace, Titanias Palast nachempfunden, kann im Tara’s Palace – Museum of childhood in der Nähe von Enniskerry besucht werden.